# 第14戦闘飛行隊 (アメリカ空軍)
第14戦闘飛行隊（だい14せんとうひこうたい、英: 14th Fighter Squadron）は、アメリカ空軍第35戦闘航空団隷下の戦闘機部隊。青森県三沢基地に1987年から駐留し、戦闘機としてF-16を運用する。

## 任務
第14戦闘飛行隊は、F-16CJ戦闘機を用いて敵防空網制圧 (Suppression of Enemy Air Defence, SEAD) を行う。

## 歴史
第14戦闘飛行隊は第二次世界大戦中、第14写真偵察飛行隊として創設された。アメリカ本土での訓練ののち、ヨーロッパで戦闘偵察任務に従事した。1944年5月31日から6月末までのフランスでの任務により、特別部隊賞を受賞。ノルマンディー侵攻作戦であるオーヴァーロード作戦や、オランダ空挺攻撃作戦のマーケット・ガーデンを支援するために出撃した。また戦後はドイツで爆撃被害調査を行い、1945年12月、アメリカに帰国し部隊活動は休止となった。
1947年11月には、ニューヨーク州のビンガムトンで同年6月まで予備役の偵察部隊として務め、1952年から1953年に朝鮮戦争に招集された飛行隊と交代するまで、ニューヨーク州のミッチェル空軍基地で兵員輸送部隊として活躍した。
1967年4月に偵察任務に復帰した同飛行隊は、テキサスでの訓練の後、ウドーン・タイ王立空軍基地（現在のウドーンターニー国際空港）に移動し、1967年11月から1973年8月まで東南アジアで戦闘任務に就き、2度の大統領殊勲部隊章を受けた。1971年の一時期は、東南アジアで唯一の偵察飛行隊であったものの、1975年6月、米国の東南アジアからの撤退に伴い、1987年の三沢基地への配備まで活動を休止した。